# KKBOX
KKBOX는 대만 타이베이시에 있는 소프트웨어 회사인 KKBOX Inc.에서 2005년에 개발한 음악 스트리밍 서비스이다. 그것은 일본 통신 그룹, KDDI의 일부이다. 주로 대만, 홍콩, 말레이시아, 일본 및 싱가포르를 포함한 지역에 중점을 둔 동아시아 및 동남아시아의 음악 시장을 대상으로 한다. 프리미엄 기반으로 작업하는 유료 회원과 무료 회원 모두 스마트폰, TV, 컴퓨터에서 2천만 곡 이상의 음악을 들을 수 있다.
대만에 기반을 둔 음악 스트리밍 소프트웨어인 KKBOX는 대만 음악 산업의 레코드 회사와 협력하여 주로 대만인 사용자를 대상으로 한다.

## 개발
KKBOX 런칭 이후 2009년 홍콩과 마카오, 2011년 일본, 2013년 말레이시아, 싱가폴 등으로 음원 스트리밍 서비스를 확대하였고 2011년부터 시작하였다, KKBOX는 KDDI의 투자를 받았고 HTC (기업), GIC, 싱가포르 정부 기금이 주식의 76 %를 보유하고 있다.
KKBOX는 마이크로소프트 윈도우, Windows Media Center, Mac OS X, iOS, 안드로이드, 심비안, 바다 (운영 체제), 부분적으로 Java, 및 2015년 애플 워치에서 작동한다.
2006년에는 제1회 KKBOX 뮤직 어워드 시상식이 대만에서 열렸다. 천이쉰, 저우제룬, 채의림, 에이핑크, Sekai No Owari를 비롯한 다양한 아티스트들이 공연하고 영예를 안았다. 2017년 1월, KKBOX는 제12회 KKBOX 뮤직 어워드의 수상자를 발표했다.

## 저작권 논란
2007년 KKBOX는 음악 작품을 복제한 혐의를 받고 회원들이 무단으로 다운로드할 수 있도록 했다. 작품에는 HCM Music과 작곡가 Chan Kien Ming이 소유한 324곡이 포함되었다. KKBOX의 소유주와 매니저는 타이베이지검에서 기소됐다. 2009년 법원은 이 사건이 민사 분쟁으로 간주되어 피고인에게 무죄가 선고되었다고 판결했다.

## 참고 문헌
1. ↑  https://www.biosmonthly.com/article/10570
2. ↑  Huber, D. M., & Runstein, R. E. (2005). Modern recording techniques (8th ed.). Burlington, MA: Focal Press. p.579
3. ↑  KKBOX https://www.kkbox.com/about/en/about#intro
4. ↑  KDDI to migrate its music service to KKBOX, joining Asia’s largest music network--The Bridge http://thebridge.jp/en/2013/04/kddi-kkbox-music-service
5. ↑  Wherever you go, listen to music with mobile phones or computers--KKBOX https://www.kkbox.com/hk/en/what-is-kkbox/supported-platforms.shtml 보관됨 2018-11-19 - 웨이백 머신
6. ↑  “KKBOX打入Apple Watch - 產業．科技”. 《中時新聞網》.
7. ↑  KKBOX Music Awards--KKBOX https://www.kkbox.com/about/en/musicaward
8. ↑  “Hebe, Mayday, JJ Lin among winners of Taiwan's KKBOX awards”. 《AsiaOne》. 2017년 10월 16일에 원본 문서에서 보존된 문서. 2017년 10월 16일에 확인함.
9. ↑  KKBOX下載音樂侵權 王永慶外孫被訴-- National Chiao Tung University “Archived copy”. 2016년 4월 9일에 원본 문서에서 보존된 문서. 2016년 3월 24일에 확인함.
10. ↑  遭控侵權 KKBOX簡民一判無罪--Chinatimes http://news.chinatimes.com/CMoney/News/News-Page-content/0,4993,11050709+122009072200294,00.html 보관됨 2009-07-26 - 웨이백 머신